# Lucie Šulcová
Lucie Šulcová (* 6. November 1990) ist eine tschechische Fußballschiedsrichterin.
Seit 2017 steht Šulcová auf der Liste der FIFA-Schiedsrichter und leitet internationale Fußballpartien. Sie gehört zur Gruppe der UEFA-First-Category-Schiedsrichterinnen.
Bei der U-17-Europameisterschaft 2017 in Tschechien wurde Šulcová als Vierte Offizielle eingesetzt. Bei der U-17-Europameisterschaft 2018 in Litauen pfiff Šulcová zwei Gruppenspiele und ein Halbfinale. Zudem leitete sie unter anderem Spiele in der Qualifikation für die Europameisterschaft 2022 (drei Spiele), in der europäischen WM-Qualifikation für die Weltmeisterschaft 2019 in Frankreich und die Weltmeisterschaft 2023 in Australien und Neuseeland (drei Spiele), beim Zypern-Cup 2020, beim Pinatar Cup 2023 sowie Freundschaftsspiele.